# Louis Bach
Louis Adrien Bach (Parigi, 4 aprile 1883 – Servon-Melzicourt, 16 settembre 1914) è stato un calciatore francese.
Da calciatore giocò nel Club français, squadra parigina. Fu tra i 13 calciatori che rappresentarono la Francia nel torneo di calcio dell'Olimpiade 1900 di Parigi. In quell'occasione vinse la medaglia d'argento.
Arruolato come soldato di seconda classe del 128º reggimento di fanteria nella prima guerra mondiale, morì a Servon-Melzicourt il 16 settembre 1914 a soli 31 anni.

## Palmarès
| Anno | Manifestazione | Sede   | Evento | Risultato | Note |
| ---- | -------------- | ------ | ------ | --------- | ---- |
| 1900 | Olimpiadi      | Parigi | Calcio | Argento   |      |